# Constantin Dascălu
Constantin Dascălu (n. 23 martie 1950

) este un deputat român, ales în 2012 din partea Partidului Democrat Liberal. 
În timpului mandatului a trecut la grupul parlamentar al Partidului Național Liberal.